# 东丰站 (吉林省)
东丰站，位于中华人民共和国吉林省辽源市东丰县，是四梅铁路上的火车站，建于1928年，由沈阳铁路局管辖。

## 业务办理
客运办理旅客乘降，行李包裹托运业务。货运办理整车，零担，集装箱货物到发，以及整车货物承运前保管业务。

## 車站周邊
- 东丰县盐务管理局

## 歷史
- 建于1928年。

## 外部連結
- 中国铁路客户服务中心（页面存档备份，存于）